# Charlotte Müller (Widerstandskämpferin)
Charlotte Müller (* 5. November 1901 in Berlin-Wedding; † 14. März 1989 in Ost-Berlin) war eine deutsche Widerstandskämpferin und Überlebende des KZ Ravensbrück. Von 1951 bis 1967 arbeitete sie hauptamtlich für die Staatssicherheit der DDR.

## Leben
Müllers Vater, selbständiger Klempner, Sozialdemokrat und Gewerkschafter, beeinflusste maßgeblich ihre politische Entwicklung. Mit 14 Jahren begann sie in der Werkstatt ihres Vaters eine Klempnerlehre. Doch bereits 1916 verstarb er und Charlotte Müller musste diese Ausbildung aufgeben. Sie wurde von ihrer Mutter auf eine Handelsschule geschickt. Bis 1923 arbeitete sie als Büroangestellte, wurde dann entlassen und fand erst 1928 wieder Arbeit als Schwimmmeisterin. In dieser Zeit war sie im Roten Frauen- und Mädchenbund, einer Unterorganisation des Rotfrontkämpferbundes, aktiv und hörte Vorträge in der Marxistischen Arbeiterschule (MASCH). 1928 trat sie in die KPD ein.
Im Sommer 1933 wurde sie erneut entlassen. Sie begann ab November 1933 gemeinsam mit Mia Niederkirchner ihre illegale politische Tätigkeit – bis zum Juni 1934 in Deutschland, anschließend, um ihrer drohenden Verhaftung durch die Gestapo zu entgehen, in den Niederlanden. 1936 verhaftete sie die Amsterdamer Fremdenpolizei mit der Absicht, sie nach Deutschland auszuliefern, schob Charlotte Müller jedoch nach Belgien ab. In Brüssel wurde sie bereits von Otto Niebergall erwartet, der von Belgien aus illegale Gruppen im Rheinland unterstützte, und erneut mit politischer Arbeit für die KPD betraut.
Nach dem Einmarsch der Wehrmacht in Belgien im Mai 1940 wurde sie im Oktober 1940 von der Gestapo verhaftet. Etwa ein Jahr lang dauerte Charlotte Müllers Untersuchungshaft. Illegale Tätigkeit während der Emigration konnte ihr jedoch nicht nachgewiesen werden. Im November 1941 fand in Berlin der Prozess gegen sie und ihre Mitangeklagten wegen Vorbereitung zum Hochverrat statt. Das Urteil für sie lautete auf 15 Monate Gefängnis, wobei die Untersuchungshaft angerechnet wurde. Nach Verbüßung der Gefängnisstrafe im Januar 1942 wurde sie mit einem Zwischenaufenthalt im Arbeitserziehungslager Rhinow im Konzentrationslager Ravensbrück inhaftiert.
In den ersten acht Monaten arbeitete sie in der Weberei. Nach einer Erkrankung wurde sie für die Arbeit in der Weberei untauglich geschrieben. Als bald darauf im Lager Frauen gesucht wurden, die sich auf Klempnerarbeiten verstanden, meldete sie sich. In dieser Position war es ihr möglich, sich relativ frei im Lager zu bewegen, vor allem aber ohne Aufsicht durch die SS zu arbeiten. Dies nutzte sie einerseits, um Kontakte zwischen den politischen Gefangenen auszubauen und zu unterhalten. Andererseits war es Charlotte Müller als Anweisungshäftling aber auch möglich, ihre Arbeitskolonne selbst zusammenzustellen. Dadurch trug sie beispielsweise dazu bei, dass zwei körperlich geschwächte Mitgefangene die Lagerhaft überleben konnten.
Nach Kriegsende arbeitete sie zunächst im Magistrat von Berlin-Wedding. Im Juli 1949 wechselte sie zur Deutschen Volkspolizei. Ab 1951 begann ihre Arbeit für die Staatssicherheit der DDR (MfS), 1957 schließlich in Vollzeit für das MfS.
Ihre wichtigste Aufgabe bestand darin, als Kurierin Kontakt zu West-Berliner Polizeibeamten zu halten, die für das MfS arbeiteten. Einer ihrer Kontakte war Karl-Heinz Kurras. Nach dem 13. August 1961 (Bau der Berliner Mauer) wurde Müller zu seinem wichtigsten Kontakt zum MfS. Sie nutzte ihre Besuche bei ihrer Schwester Käthe, die in Spandau wohnte, um sich mit Kurras im Schleusenkrug im Berliner Tiergarten zu treffen. Als er 1964 in die SED eintrat, bürgte sie für ihn. 1965 wurde ein anderer Kontakt von Müller, Heinz Weiß, vom West-Berliner Staatsschutz gefasst. Dessen Frau sagte umfassend aus, unter anderem über seine Kurierin. Müller durfte nicht mehr in West-Berlin arbeiten und schied 1967 aus dem Dienst beim MfS aus.
1981 erschien ihr Buch Die Klempnerkolonne in Ravensbrück, in dem sie über ihre Erlebnisse während ihrer Haftzeit im KZ Ravensbrück berichtet.
Müller starb am 14. März 1989 und ihre Urne wurde auf dem Friedhof Baumschulenweg beigesetzt.

## Auszeichnungen
- Vaterländischer Verdienstorden in Gold und Bronze
- Verdienstmedaille der DDR
- Medaille für Kämpfer gegen den Faschismus 1933 bis 1945
- Medaille Aktivist der ersten Stunde
- 1982 Ehrenspange zum Vaterländischen Verdienstorden in Gold[1]
- 1986 Orden Stern der Völkerfreundschaft in Silber[2]

## Schriften
- Die Klempnerkolonne in Ravensbrück. Erinnerungen des Häftlings Nr. 10787. Dietz Verlag: Berlin 1981, ISBN 3-320-00808-0 (Lizenzausgabe für die Bundesrepublik Deutschland: Röderberg-Verlag: Frankfurt/Main 1981 ISBN 3-87682-735-3); beide mit ca. einem Dutzend Neuauflagen; sowie mehreren Übersetzungen.